# 莫斯季謝 (卡盧什區)
49°4′13″N 24°20′33″E / 49.07028°N 24.34250°E

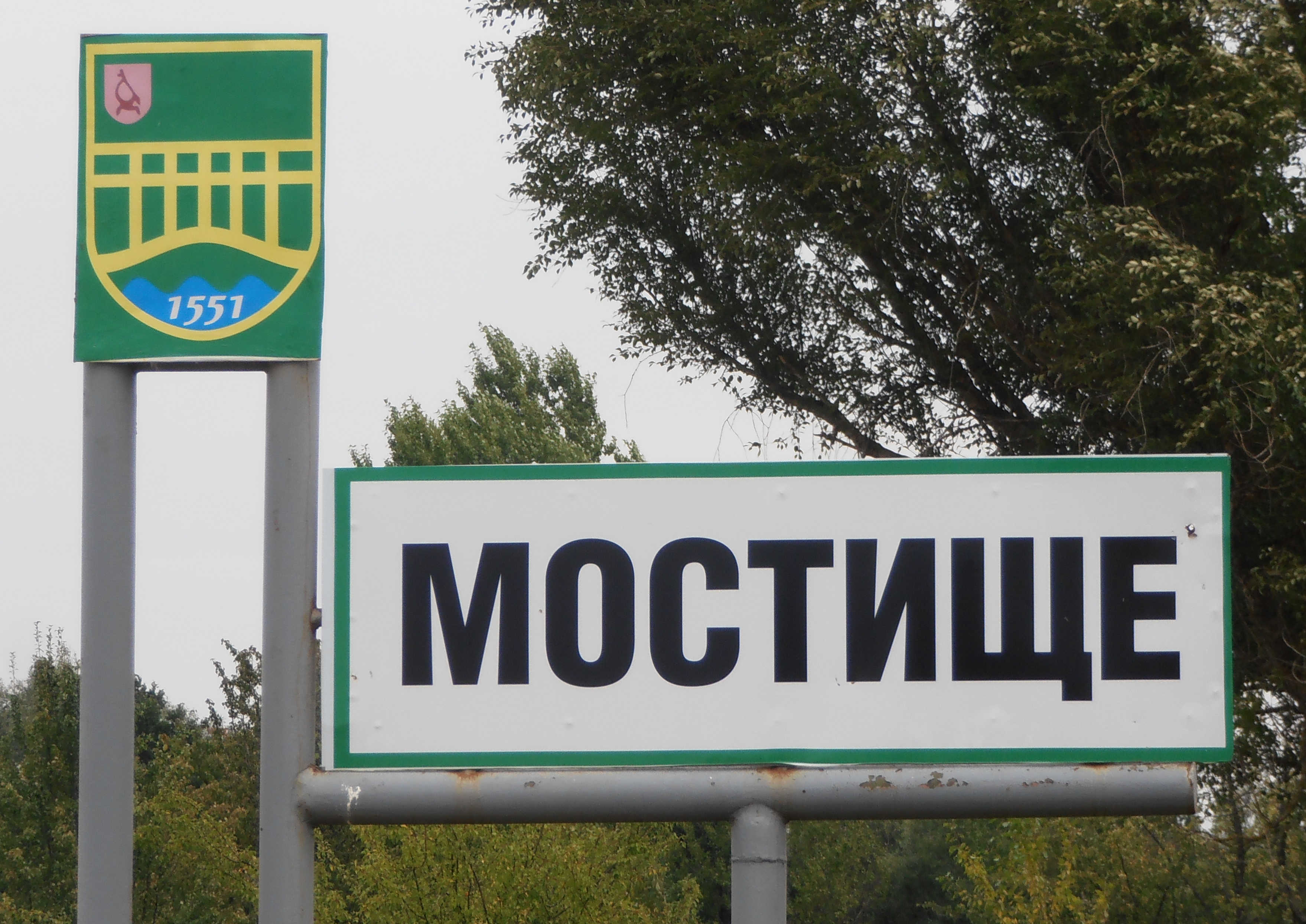

莫斯季謝（烏克蘭語：Мостище），是烏克蘭的村落，位於該國西部伊萬諾-弗蘭科夫斯克州，由卡盧什區負責管轄，始建於1551年，面積9.57平方公里，2001年該村落人口1,026。